# John Cox (cestista)
John Arthur Cox Bransford IV (Caracas, 6 luglio 1981) è un ex cestista venezuelano con cittadinanza statunitense.

## Biografia
È il figlio di Chubby Cox, nipote di Joe Bryant e cugino di Kobe Bryant, tutti giocatori di pallacanestro.

## Carriera
Con il Venezuela ha disputato i Giochi olimpici di Rio de Janeiro 2016 e due edizioni dei Campionati americani (2015, 2017).

## Palmarès
- Coppa di Francia: 1

Paris-Levallois: 2012-13
- Match des Champions: 1

Nancy: 2008